# La Laguna, Texistepec
La Laguna är en ort i Mexiko.   Den ligger i kommunen Texistepec och delstaten Veracruz, i den sydöstra delen av landet, 500 km öster om huvudstaden Mexico City. La Laguna ligger 25 meter över havet och antalet invånare är 120.
Terrängen runt La Laguna är platt, och sluttar österut. Runt La Laguna är det ganska glesbefolkat, med 29 invånare per kvadratkilometer. Närmaste större samhälle är Licenciado Gabriel Ramos Millán, 1,6 km öster om La Laguna. Trakten runt La Laguna består till största delen av jordbruksmark.